# Friedrich Niederl
Friedrich Niederl, né le 15 juillet 1920 à Treglwang et mort le 19 décembre 2012 à Vienne, est un homme politique autrichien membre du Parti populaire autrichien (ÖVP).

## Biographie

### Enfance et jeunesse
Fils illégitime d'un ouvrier agricole, il grandit à Lassing. À 16 ans, il devient lui-même ouvrier agricole, avant de fréquenter les cours du soir à Graz. Il passe avec succès son baccalauréat en 1939, en tant que candidat libre. Il est enrôlé dans la Wehrmacht en 1940, où il sert pendant cinq ans.
Fait prisonnier par les autorités militaires américaines, il est libéré en 1945. Il entreprend en 1948 des études de droit à l'université de Graz, tout en étant fonctionnaire à la présidence du district de Liezen. Il achève son cursus en 1951.

### Vie politique
Il est également engagé politiquement au sein du Parti populaire autrichien (ÖVP) à Liezen. Il y est conseiller municipal, président de la section de l'ÖVP et de la section de l'Association des travailleurs autrichiens (ÖAAB), une organisation sectorielle de l'ÖVP.
En 1965, il est appelé au gouvernement de Styrie comme conseiller à l'Agriculture et au Logement.

#### Landeshauptmann de Styrie
Le 10 décembre 1971, Friedrich Niederl est investi à 51 ans Landeshauptmann de Styrie. Il succède ainsi à Josef Krainer, au pouvoir depuis 1948 et mort 12 jours plus tôt.
Aux élections régionales du 20 octobre 1974, il mène l'ÖVP à son plus grand succès dans le Land avec 53,3 % des suffrages exprimés et 31 députés sur 56. Il confirme cette domination lors du scrutin du 8 octobre 1978 en rassemblant 52 % des voix et 30 élus.

### Après la politique
Il démissionne au cours de l'année 1980 au profit de Josef Krainer, le fils de son prédécesseur, qui lui succède le 4 juillet. Niederl devient pour sa part président de la caisse centrale de Raiffeisen pour la Styrie.
Il est condamné à deux ans de prison avec sursis en 1989 dans l'affaire Bundesländer et met alors un terme à sa carrière publique.